# 김성기 (프로게이머)
김성기(1987년 1월 18일 ~ )는 대한민국의 전직 스타크래프트 프로게이머이다. 2010년 스타크래프트 승부조작 사건에 연루되어 영구제명되었다.

## 생애
2005년 하반기 드래프트에서 GO(현 CJ 엔투스)의 2차 지명으로 입단하였다.
2009년 상반기 공군 ACE에 지원하여 5월 25일 입대하였다.
2009년 10월 31일, 화승 OZ의 박준오를 에이스 결정전에서 꺾으며 공군의 12연패를 끊었다.
2010년 3월 1일, 09-10 신한은행 프로리그 위너스리그 5주차 화승 OZ의 이제동을 잡으면서 공군의 18연패를 끊었다.
2010년 5월, 승부조작 사태에 연루된 것으로 밝혀졌다. 이후 군 검찰로 이관됐으며, KeSPA에서는 다른 연루자들과 함께 영구제명이라는 징계를 내리면서 더 이상 프로게이머로써 활동할 수 없게 되었다.
영구제명 이후, 타 부대로 전출되어 그 곳에서 군생활을 마쳤으며, 2011년 10월에 사업을 하는 중인 차재욱의 고깃집에서 공군 에이스 2기 동료들과 함께 즐기는 모습도 보였다.
2015년 기준으로 네네치킨 가게를 운영하고 있다고 한다.

## 수상 경력
김성기의 주요 기록은 승부조작 사건 이후, 한국e스포츠협회로부터 영구 제명되어 공식 기록에서 전부 삭제되었다.
- 2003년 1월 KTF 비기배 4대천왕전 아마추어 공동 3위
- 2005년 1월 2004 결산매치 메가웹 우승
- 2005년 8월 제14회 커리지 매치 입상
- 2006년 4월 온게임넷 슈퍼루키 토너먼트 4위
- 2007년 6월 다음 스타리그 16강
- 2007년 8월 2007 서울 국제 e스포츠 페스티벌 스타크래프트 256강전 32강
- 2007년 11월 EVER 스타리그 2007 16강
- 2008년 4월 TG삼보 인텔 클래식 시즌3 64강

## 같이 보기
- 마재윤
- 원종서
- 정진현
- 최가람
- 스타크래프트 승부 조작 사건